# Zeyn Al-Abidyn S-Latef
Zeyn Al-Abidyn S-Latef (* 22. Juli 1990 in Helsingborg, Schweden) ist ein polnischer Fußballspieler. Er spielt im Mittelfeld vorzugsweise als offensiver Mittelfeldspieler. Er besitzt auch die schwedische Staatsangehörigkeit.

## Karriere

### Verein
Zeyn Al-Abidyn S-Latef spielte in seiner Jugend erstmal für den schwedischen, unterklassigen Verein Kävlinge GIF, bevor er in die Jugend des Erstligisten Helsingborgs IF wechselte. Von dort wechselte er erst in die Jugend des polnischen Vereines Olimpia Poznań und dann in die Jugend des niederländischen Erstligisten Feyenoord Rotterdam. Von dort kehrte er wieder zu Helsingborgs IF zurück, wo er bis Dezember 2007 in der Jugend spielte. Im Januar 2008 wechselte er in die Jugend des englischen Zweitligisten Sheffield United, wo er im 2009 den Sprung in die Reservemannschaft schaffte. Im Januar 2010 wurde er für ein Jahr an den norwegischen Zweitligisten Sandnes Ulf ausgeliehen, wo er Spielpraxis sammeln sollte. Dort kam er am 1. August 2010, dem 16. Spieltag der Saison 2010, unter Trainer Asle Andersen zu seinem Debüt im Profifußball, als er im Heimspiel gegen Ranheim IL (1:1) in der 83. Minute für Jason St. Juste eingewechselt wurde. Insgesamt kam er jedoch nur zu vier Einsätzen. Nach seiner Rückkehr zu Sheffield United Ende Dezember 2010, wechselte er im März 2011 zum schwedischen Drittligisten Syrianska IF Kerburan. Dort kam er in der Saison 2011 zu achtzehn Einsätzen. Im Januar 2012 wurde er dann vom Zweitligisten Ängelholms FF für zwei Jahre bis Dezember 2014 unter Vertrag genommen. Er debütierte am 15. April 2012, dem 2. Spieltag der Saison 2012, in der Superettan, als er im Heimspiel gegen IFK Värnamo (1:0) in der Startelf stand. Jedoch musste er das Feld in der 54. Minute aufgrund einer gelb-roten Karte vorzeitig verlassen.

### Nationalmannschaft
Zeyn Al-Abidyn S-Latef spielte von der U-17 bis zu der U-19 für alle Jugendauswahlmannschaften des polnischen Fußballverbandes.

## Privates
Zeyn Al-Abidyn S-Latef wurde in Helsingborg als Sohn einer polnischen Mutter und eines irakischen Vaters geboren. Er könnte also für die A-Nationalmannschaft von Schweden, Polen oder des Irak auflaufen.